# Агријани
Агријани (грч. Ἀγρίανες или грч. Ἀγρίαι)) или Агријанци, били су племе чија је држава била централизована у горњем Стримону, у данашњој западној Бугарској, а такође је обухватала и подручја југоисточне Србије. У време Филипа II, територијом Агријана је управљала Пела. Били су врхунски бацачи џилита (копље) и елитна јединица лаке пешадије Александра Великог, који су се борили под командом генерала Атала.